# Haunted Mouse
«Haunted Mouse» (рус. Мышь с привидениями; Мышонок-волшебник; Вот такие фокусы) — 138-й эпизод в серии короткометражек «Том и Джерри». Дата выпуска: 24 марта 1965 года. Это 11 серия из 34 эпизодов.

## Сюжет
В гости к Джерри приходит друг, который выглядит внешне идентичным, но одетым как фокусник. Том в этот момент выжидал Джерри, но фокусник своим заклинанием поднял Тома вверх. Джерри рад был приветствовать мышь-фокусника объятиями. Мышь-фокусник с помощью щелчка пальцами опускает вниз Тома и он падает. У мыши-фокусника сначала шляпа сама повесилась на вешалку, благодаря кроличьим ушам, а потом после неё перчатки и плащ. Позже, мышь-фокусник предлагает Джерри принести еды из списка меню на ужин. Джерри с тележкой поднимается на лифте к холодильнику. Джерри берет редиску, маслину и нос Тома, который он принял его за гриб. Том в недоумении и постукивает пальцами, чтобы Джерри вернул ему нос, а он отдает ему редиску, которую он ставит на место носа. Том не соглашается с этим и он снова постукивает пальцами, чтобы Джерри вернул ему нос назад. Том забирает нос и Джерри быстро убегает от него. Том засовывает руку в нору, чтобы поймать Джерри, а поймал мышь-фокусника, который потом гипнотизирует его. В то время, как Том был загипнотизирован, фокусник проникает в желудок Тома и выпускает из него всех птиц, мышей и даже рыбу. Когда мышь-фокусник щелчком пальцами отключил Тома от гипноза, он закричал и ударился головой об гладильную доску. Мышь-фокусник повторно отправляет Джерри за едой в меню, но Джерри, вызвав лифт, кричит из-за того, что Том его не пускает, загромоздив его всем телом. Том хочет поймать Джерри, но останавливается, а Джерри убегает обратно в нору. Том бежит его поймать, но поймал только шляпу, из которой он достает трех кроликов и молоток, которым они бьют ему по голове. Оставшись с длинной шишкой на голове, Том объявляет им перемирие (повесив белый флаг на шишку). Джерри прощается с мышью-фокусником и он из своей шляпы при помощи щелчка нам показывает слово "Конец" на пяти языках: на французском, на немецком, на китайском, на итальянском и на английском.